# Ángel Sierra Basto
Ángel Sierra Basto, seudónimo de Víctor Manuel Cortés Vargas (Pitalito, 16 de abril de 1923-Neiva, 21 de octubre de 1992), fue un poeta colombiano cofundador de Los Papelípolas.

## Reseña biográfica
Nació en Laboyos, actualmente llamado Pitalito, Huila el 16 de abril de 1923 y falleció en su residencia en Neiva el 21 de octubre de 1992. Fue un poeta, político, periodista y hombre de leyes colombiano, motor de la educación, cofundador de Los Papelípolas, grupo literario surgido en el Departamento del Huila, en 1958, que compartió valores con La Generación Beat, The Hungry Generation y La Generación del 68. Considerado después de José Eustasio Rivera, el poeta más importante del Huila, por encima de Joaquín García Borrero.

### Raíces
Hijo de D. Víctor Manuel Cortés Villoria (1891-1963), gobernador de la provincia del Sur con sede en Garzón, alcalde de Pitalito, Huila numerosas veces, dedicado a la medicina homeopática y las leyes; y de su esposa, Ferlina Vargas (1893-1933), telegrafista. Abuelos paternos: D. Alcides Anselmo Villoria Rojas (1867-1940), militar de la guerra de los Mil Días, hermano de los gobernadores del Huila, generales, D. Alejandro (1859-1941) y D. Federico Villoria Rojas (1862-1929), fundadores de la Academia de Historia; y Natalia Cortés Gualtero, de quien tomó el apellido su progenitor tras la mencionada guerra. Abuelos por parte materna: María Antonia Vargas, oriunda de El Agrado, sin más archivos hallados por esta rama. Bisnieto del general D. Federico Villoria López (1824-1916), médico rosarista y primer magistrado del Tribunal Superior con sede en Neiva, hijo del doctor D. Ramón Villoria Calderón (1794-1870), gobernador de las provincias de Bogotá [e], Socorro y Neiva, zipaquireño de raíces mexicanas, autor del primer decreto educativo de Neiva; y de su esposa, D. María Felisa Eugenia Antonia de la Concepción López Borrero, hermana carnal del héroe de la Independencia, general D. Manuel Antonio López Borrero (1802-1891), cuyas raíces Hurtado del Águila, eran judías. El poeta jamás hizo alarde de su prosapia militar, política y literaria .

### Infancia
Al igual que Charles Baudelaire, Edgar Allan Poe, Gérard de Nerval, Guillermo Valencia, como casi todos sus contemporáneos papelípolas, huérfano de madre, desde los 8 años. Empezó a escribir, al igual que Victor Hugo y Alfred Tennyson, desde muy tierna edad:
MADRE

Oh madre de mis amores! Oh ma–

[ dre buena,

¿por qué plegaste sin mi gusto 

[ el ala? 

¿por qué marchaste a la mansión serena

y subiste sin mi celeste escala?

Al mandato de Dios jamás ajena

viajaste al cielo que vistió de gala.

Sumido me dejaste en honda pena 

y un suspiro tras otro mi alma exhala.

Mas no creo en tu muerte,

estás dormida en pasajero sueño

–aunque profundo– 

y viviré confiado en que despiertes, 

que si en sueños se vive entre dos 

[ mundos

yo más cerca de mí quiero tenerte.

### Educación
Los albores de su educación transcurren en Pitalito con un tutor. Posteriormente en el Colegio San Antonio de Pitalito y luego en el Colegio Salesiano León XIII de Bogotá cuyas primeras publicaciones se leen en su revista.
Socio del Centro de A.C. San Juan Bosco, miembro de la Academia Francisco José de Caldas. A temprana edad dominaba varios idiomas, entre los que se encuentran el castellano, el francés, el inglés, el griego, el latín y el esperanto. Se graduó en el Colegio Americano de Bogotá. Poco después ingresó a la Universidad del Cauca, cursando 2 años de derecho, donde fue su acudiente Álvaro Pío Valencia; con una suerte similar a la de Gustavo Arboleda, Estanislao Zuleta y Diego Castrillón Arboleda, no optó por el título.

### Seudónimos
Como poeta escribió bajo el seudónimo de Ángel Sierra Basto. Para su labor periodística usó varios seudónimos como Bonifacio Pastrana, Juan de Cabrera, Ataulfo de Silva y Pérez, Pancrasio Polanía -entre otros-, cuya mayor parte figuran en el semanario colombiano El Debate, dirigido por el exministro Guillermo Plazas Alcid, de quien fuera su asesor jurídico, autor de sus defensas más importantes, algunos proyectos de Ley y cabeza invisible de dicho semanario.

### Poeta
Publicó su primer libro de poesía en 1963, titulado Dimensiones por gestión del poeta Gustavo Andrade Rivera ante la British Petrolium Co.. También se leen poemas suyos en la revista Ecos del bachillerato nocturno José María Rojas Garrido (Neiva). Sus poemas se encuentran en varias antologías de la poesía huilense y colombiana, entre ellas las de David Rivera Moya y Rogelio Echavarría. En 2010 Oliver Lis publicó su antología póstuma con su biografía titulada Vida y Obra del Poeta Papelípola Ángel Sierra Basto - Xenias & Apophoretas de Menein Laos, que consta de tres libros póstumos, a saber: I - Filosofías & Rimas Rúnicas (una evolución de la poesía influenciada por malditismo y decadentismo, a la poesía mística); II - El Corazón de mi Alma aún Puede Cantar su Grito (poesía anacreóntica); III - Cartografía Onírica del Huila (poemas alusivos a los municipios del Huila), y su biografía; obra ilustrada por Rodrigo Valencia Quijano, Arran Stephens, Michael Schulbaum, con comentarios del aedo Armando Cerón Castillo y Jorge Elías Guebely. La Fundación Caucana de Patrimonio Intelectual incluyó la obra de Sierra dentro de sus colecciones, razón de sus vínculos de formación y de sangre con Popayán, por lo que también es considerado como un autor caucano.
HAY HORAS COMO PULPOS

La realidad de enano cefalópodo

mimetizada su virtud cobarde.

Allí donde la playa es más amena

hinca el pico ganchudo, con alarde;

vomita fango pútrido, envenena,

y valida mi tesis con su insulto:

Hay horas como pulpos.

Hay horas como pulpos,

como los pulpos que venció Girard

bajo la roca de ‘quien-duerme-muere’.

Horas de angustioso resbalar

por las ciegas callejas de Spleen.

Hay horas como pulpos

con lascivos tentáculos de envidia.

Relajada se encuentra toda fibra

de la mano de Dios, que se apretaba

sobre el volante rojo del propio corazón.

No se encuentra su rostro en la derrota

ni presta fuerzas al vivir cansancio;

con su propia intuición, sabe la vida a lúpulo:

Hay horas como pulpos.

El agua clara de la propia vida

con colorantes fétidos se tiñe.

Es el cansancio laxitud del alma

y es ira, y es fastidio y es dolor.

Abraza el hectocótilo de valvas

del amigo traidor en el saludo

y hay horas como pulpos.

Horas con todo el equilibrio roto,

Dios escondido y Cristo más remoto.

Es el día en que ataca el cefalópodo,

es el obrar pegado con la duda

y el homicidio del que a nadie culpo

si no sabe esperar cual manda Buda

porque existen las horas como pulpos".

-Ángel Sierra Basto

### Periodista
Colaboró en el semanario El Debate, Diario del Huila, entre otros. También publicó en suplementos y revistas. Fueron ampliamente difundidos cuentos de su pluma como El Espíritu de las Botellas y crónicas como El Derecho Torcido, Los Cinco Días con Embajador de la India de la que se desprenden otras tantas versiones y una película; ¿Por qué se Suicidó Marilyn Monroe?, Los Encostalados y Reportaje a Juan Bustos recientemente reeditados en Facetas, órgano de difusión de la Fundación para los Oficios y las Artes Tierra de Promisión a cargo de Guillermo Plazas Alcid.

### Político
A la edad de 18 años (1941) fue nombrado por el Gobernador del Huila, alcalde del municipio de Gigante, pero removido del cargo cuando reconoció no haber cumplido la mayoría de edad. Pese a su conocida militancia liberal oficialista, en 1964 fue concejal de Neiva por la Alianza Nacional Popular, ANAPO y se desempeñó durante muchos años como asesor jurídico y político de Guillermo Plazas Alcid, fungiendo el cargo de secretario de la presidencia del Senado de la República de Colombia en el año 1974.
De sus memorias como concejal de Neiva el periodista Delimiro Moreno en su obra Jaime Ucrós García, Biografía de Una Pasión escribe lo siguiente -pág. 105-:
Algún concejal filtró una proposición de saludo a Manuel Marulanda Vélez, ‘Tirofijo’, que fue aprobada unánimemente, como se aprobaba todo en el borbollón de estas sesiones. Al día siguiente, Radio Habana, desde Cuba, daba cuenta de la actitud del concejo de Neiva. El hecho, como es de suponer, produjo tremendo impacto nacional. La bancada anapista, en su mayoría de origen conservador [Jesús Moya Rivera, Artunduaga, etc.] se pegó una espantada tal, que se acabaron las sesiones ambulatorias, porque se quedaron sin quórum. Era la segunda noticia que Neiva originaba y que la Habana de Fidel Castro amplificaba con bombos y platillos.
Dicho concejal según Guillermo Plazas Alcid, conforme a la obra de Oliver Lis fue Víctor Manuel Cortés Vargas.
Fue el redactor del proyecto legal de la Fundación Jorge Eliécer Gaitán, origen de la Emisora Surcolombiana; y el Club Cívico de Neiva, para los estratos más desfavorecidos.

### Motor de la Educación y las Artes
En la edición de Facetas Nº 140 de 6 de mayo de 2007, de la Fundación para los Oficios y las Artes Tierra de Promisión, se habla sobre su participación en la Operación Huila, como redactor de casi todas sus formas legales, de la que se desprende la Corporación José Eustasio Rivera, gestora de los primeros colegios públicos nocturnos del Departamento, antecedentes del proyecto de la ITUSCO, más tarde convertida como la conocemos hoy, en la Universidad Surcolombiana; y de la Fundación Jorge Eliécer Gaitán, de la que se originan la emisora Radio Surcolombiana; y el Club Cívico de Neiva, un establecimiento pensado para la recreación de los estratos más pobres.

### Minero
Adquirió pequeñas minas de circón, oro y especularita en el Departamento del Huila y llegó a ampliar el mapa geológico de Colombia (según consta en Ingeominas).

### Deceso
Se pensionó pobre, como jefe de obras públicas del Departamento del Huila, como lo sostiene su viuda, y no como director administrativo y financiero de la oficina de juicios fiscales de la Contraloría General de la República que fundó en Neiva, como lo sostienen sus biógrafos. El 21 de octubre falleció en su residencia de esta misma ciudad en el año de 1992 de un cáncer de pulmón, en la invidencia y con otras dolencias. Para este año escribió a su compañero papelípola Darío Silva Silva una carta muy emotiva que reza:
Me ocurrió como cuenta Heródoto del poeta del Ática: Envidiosas las musas porque su lira lo hacía agradable a los dioses, le sacaron los ojos. Pero nada en la vida es nefasto ni hay desgracia en perder la visión, porque entonces el Verbo hace el milagro de que actúe la visión interior y así con el tercer ojo no sólo se aprecia el mundo físico, sino el cosmos interior. Por eso he llegado al Nirvana.
...Y luego me hago leer en la prensa nacional otra realidad tonificante: Que equivocadamente buscaba la paz, la felicidad y el sosiego en el poder del dinero y del mando, para por fin como en el apólogo de Buda encontrar que todo lo que se desee de bienestar, prosperidad, seguridad económica y sosiego está dentro de cada hombre mismo. Nada hallaremos, porque Dios no está fuera del hombre sino dentro del hombre mismo.
La gobernación del Huila rindió sus decretos de honores. Su tumba, modesta, se encuentra en el cementerio Jardines el Paraíso de Neiva.